# Hot Latin Songs
Hot Latin Songs (anteriormente: Hot Latin Tracks y Top Latin Songs) es el registro musical publicado por la revista Billboard. A menudo, es reconocida como la lista de música más importante de la música latina en idioma español en el mercado de la música estadounidense.
Fue establecida por la revista el 6 de septiembre de 1986, con «La guirnalda» de Rocío Dúrcal en el número uno. El gráfico se basó originalmente en difusión en las emisoras de radio de música hispana en Estados Unidos. Las canciones de la lista no son necesariamente en lengua española, desde la creación gráfica algunas canciones en inglés y portugués también han figurado. Esto cambió en octubre de 2012, desde entonces sólo canciones en español son aptas para aparecer en la tabla, en 1994 se introdujeron tres listas, además de Hot Latin Songs, Latin Pop Airplay, que se ocupa de temas pop, Latin Regional Mexican Airplay, que trata de los estilos de diferentes géneros mexicanos, y Tropical Airplay Latino, que se centra en los géneros de la música tropical. En 2005, el gráfico Latin Rhythm Airplay fue presentado en respuesta a la creciente influencia del hip hop y el reggaeton. Los listados de los Hot Latin Songs también se muestran en la página de música de Telemundo a través de una alianza entre las dos compañías. En octubre de 2012, Billboard actualizó la metodología de la lista Hot Latin Songs al incluir las ventas de descargas digitales y de la actividad de transmisión, además de Airplay. La única Airplay gráfico de la música latina continúa existiendo como Airplay Latino.

## Récords
- Primera canción que llega al número uno: «La guirnalda» de Rocío Dúrcal el 6 de septiembre de 1986.
- Primera canción en estar en el número uno por 20 semanas o más: «A puro dolor» de Son by Four de 2000.
- Primera canción de habla no española que llega al 1.er lugar: «Chorando se foi» de Kaoma en el año de 1989.
- Primera canción en inglés que llega al 1.er lugar: «My Heart Will Go On» de Céline Dion en el año de 1998.
- Primera canción de tener la versión en español en el n.º 1 Hot Latin Songs y con la misma canción en versión en inglés en el n.º 1 en Billboard Hot 100: «Si voy a perderte» y «Don't Wanna Lose You» de Gloria Estefan en el año 1989.

### Artistas con más canciones número uno
| Pos. | Artista(s)          | País(s)               | Total | Semanas en n.º 1 | Canciones número uno (año)/(semanas en número uno) | Ref          |
| ---- | ------------------- | --------------------- | ----- | ---------------- | --- | ------------ |
| 1    | Enrique Iglesias    | España                | 27    | 189              | "Si tú te vas" (1995) (8 semanas) "Experiencia religiosa" (1996) (3 semanas) "Por amarte" (1996) (8 semanas) "No llores por mí" (1996) (1 semana) "Trapecista" (1996) (5 semanas) "Enamorado por primera vez" (1997) (12 semanas) "Sólo en ti" (1997) (10 semanas) "Miente" (1997) (4 semanas) "Esperanza" (1998) (4 semanas) "Nunca te olvidaré" (1999) (1 semana) "Bailamos" (1999) (1 semana) "Ritmo total" (1999) (4 semanas) "Héroe" (2001) (1 semana) "Mentiroso" (2002) (1 semana) "Quizás" (2003) (1 semana) "Para qué la vida" (2003) (1 semana) "Dímelo" (2007) (11 semanas) "Dónde están corazón" (2008) (3 semanas) "Lloro por ti" (2008) (2 semanas) "Gracias a ti Remix" (Wisin & Yandel con Enrique Iglesias) (2009) (1 semana) "Cuando me enamoro" (Enrique Iglesias con Juan Luis Guerra) (2010) (17 semanas) "No me digas que no" " (Enrique Iglesias con Wisin & Yandel) (2011) (1 semana)) "Loco" (Enrique Iglesias featuring Romeo Santos) (2013) (3 semanas) "El perdedor" (Enrique Iglesias featuring Marco Antonio Solis) (2014) (1 semanas) "Bailando" (Enrique Iglesias featuring Descemer Bueno and Gente de Zona) (2014) (41 semanas) "El perdón" (Nicky Jam featuring Enrique Iglesias) (2015) (30 semanas) "Duele el corazón" (Enrique Iglesias con Wisin) (2016) (14 semanas) | [ 2 ]        |
| 2    | Luis Miguel         | México                | 16    | 64               | "Ahora te puedes marchar" (1987) (3 semanas) "La incondicional" (1989) (7 semanas) "Fría como el viento" (1989) (3 semanas) "Tengo todo excepto a ti" (1990) (8 semanas) "Entrégate" (1990) (1 semana) "Inolvidable" (1992) (5 semanas) "No sé tú" (1992) (7 semanas) "Ayer" (1993) (3 semanas) "Hasta que me olvides" (1993) (3 semanas) "El día que me quieras" (1994) (5 semanas) "La media vuelta" (1994) (3 semanas) "Si nos dejan" (1995) (7 semanas) "Por debajo de la mesa" (1997) (4 semanas) "O tú o ninguna" (1999) (1 semana) "Como duele" (2002) (2 semanas) "Te necesito" (2003) (2 semanas) | [ 3 ]        |
| 3    | Bad Bunny           | Puerto Rico           | 16    | 113              | "Te boté" (Casper Magico, Nio Garcia, Darell, Nicky Jam, Ozuna y Bad Bunny) (2018) (14 semanas) "Mía" (Bad Bunny con Drake) (2018) (16 semanas) "La canción" (J Balvin y Bad Bunny) (2019) (1 semana) "Vete" (2019) (4 semanas) "Si Veo a Tu Mamá" (2020) (1 semana) "Un día (One Day)" (J Balvin, Dua Lipa, Bad Bunny y Tainy) (2020) (5 semanas) "Dakiti" (Bad Bunny y Jhay Cortez) (2020) (27 semanas) "Yonaguni" (2021) (5 semanas) "Volví" (Aventura y Bad Bunny) (2021) (1 semana) "Moscow Mule" (2022) (1 semana) "Me porto bonito" (Bad Bunny y Chencho Corleone) (2022) (20 semanas) "Tití me preguntó" (2022) (14 semanas ) "Gently" (Drake con Bad Bunny) (1 semana) "Monaco" (2023) (10 semanas) "Nuevayol" (2025) (1 semana)"DTMF" (2025) (1 semana) | [ 4 ]        |
| 3    | Gloria Estefan      | Cuba · Estados Unidos | 15    | 41               | "Si voy a perderte" (1989) (5 semanas) "Mi tierra" (1993) (6 semanas) "Con los años que me quedan" (1993) (4 semanas) "Mi buen amor" (1994) (2 semanas) "Abriendo puertas" (1995) (2 semanas) "Más allá" (1996) (1 semana) "No pretendo" (1997) (1 semana) "En el jardín" (Alejandro Fernández y Gloria Estefan) (1997) (6 semanas) "Oye!" (1998) (1 semana) "No me dejes de querer" (2000) (1 semana) "Como me duele perderte" (2000) (2 semanas) "Hoy" (2003) (5 semanas) "Tu fotografía" (2004) (1 semana) "No llores" (Gloria Estefan con José Feliciano, Carlos Santana y Sheila E.)(2007) (3 semanas) "Hotel Nacional" (2012) (1 semana) | [ 5 ]        |
| 5    | Shakira             | Colombia              | 13    | 74               | "Ciega, sordomuda" (1998) (3 semanas) "Tú" (1999) (1 semana) "Suerte" (2001) (7 semanas) "Que me quedes tú" (2003) (1 semanas) "La tortura" (Shakira con Alejandro Sanz) (2005) (25 semanas) "Hips don't lie" (Shakira con Wyclef Jean) (2006) (8 semanas) "Te lo agradezco, pero no" (Alejandro Sanz con Shakira) (2007) (1 semana) "Loba" (2009) (5 semanas) "Loca" (Shakira con El Cata) (2010) (1 semana) "Mi verdad" (Maná con Shakira) (2015) (1 semana) "Chantaje" (Shakira con Maluma) (2016) (11 semanas) "Shakira: BZRP Music Sessions, Vol. 53" (Bizarrap y Shakira) (2023) (5 semanas) "TQG” (Karol G con Shakira) (2023) (5 semanas) | [ 6 ]        |
| 6    | Ricky Martin        | Puerto Rico           | 11    | 38               | "Vuelve" (1998) (2 semanas) "Perdido sin ti" (1998) (1 semana) "Livin' la vida loca" (1999) (9 semanas) "Bella" (1999) (3 semanas) "She bangs" (2000) (1 semana) "Sólo quiero amarte" (2001) (4 semanas) "Tal vez" (2003) (11 semanas) "Jaleo" (2003) (1 semana) "Y todo queda en nada" (2004) (1 semana) "Tu recuerdo" (Ricky Martin con La Mari y Tommy Torres) (2006) (3 semanas) "Lo mejor de mi vida eres tú" (2011) (2 semanas) (Ricky Martin con Natalia Jiménez) | [ 7 ]        |
| 7    | Wisin & Yandel      | Puerto Rico           | 10    | 25               | "Llame pa' verte" (2006) (2 semanas) "Pam pam" (2006) (1 semana) "Sexy movimiento" (2008) (1 semana) "Me estás tentando" (2009) (1 semana) "Abusadora" (2009) (1 semana) "Gracias a ti" (Wisin & Yandel con Enrique Iglesias) (2009) (1 semana) "No me digas que no" (Enrique Iglesias con Wisin & Yandel) (2011) (1 semana) "Tu olor" (2011) (1 semana) "Follow the Leader" (Wisin & Yandel con Jennifer Lopez) (2012) (2 semanas) "Algo me gusta de ti" (Wisin & Yandel con Chris Brown y T-Pain) (2012) (12 semanas) | [ 8 ]        |
| 8    | Marco Antonio Solís | México                | 10    | 53               | "Una mujer como tú" (Marco Antonio Solís y Los Bukis) (1995) (6 semanas) "Que pena me das" (1996) (10 semanas) "Recuerdos, tristeza y soledad" (1996) (8 semanas) "Así como te conocí" (1997) (3 semanas) "La venia bendita" (1997) (1 semana) "Si te pudiera mentir" (1999) (3 semanas) "O me voy o te vas" (2001) (1 semana) "Tu amor o tu desprecio" (2003) (1 semana) "Más que tu amigo" (2004) (1 semana) "Ojalá" (2007) (3 semanas) | [ 9 ] [ 10 ] |
| 9    | Maná                | México                | 10    | 30               | "Mariposa traicionera" (2003) (1 semana) "Labios compartidos" (2006) (8 semanas) "Bendita tu luz" (2006) (4 semanas) "Manda una señal" (2007) (1 semana) "Si no te hubieras ido" (2008) (2 semanas) "Lluvia al corazón" (2011) (8 semanas) "Amor clandestino" (2011) (1 semana) "El verdadero amor perdona" (2011) (4 semanas) "Hasta que te conocí" (2012) (1 semana) "Mi verdad" (Maná con Shakira) (2015) (1 semana) | [ 11 ]       |
| 10   | Chayanne            | Puerto Rico           | 9     | 33               | "Fuiste un trozo de hielo en la escarcha" (1989) (4 semanas) "Completamente enamorados" (1990) (5 semanas) "El centro de mi corazón" (1992) (2 semanas) "Dejaría todo" (1998) (5 semanas) "Yo te amo" (2000) (5 semanas) "Y tú te vas" (2002) (7 semanas) "Un siglo sin ti" (2003) (1 semanas) "Cuidarte el alma" (2004) (3 semanas) "Si nos quedara poco tiempo" (2007) (1 semana) | [ 12 ]       |
| 11   | J Balvin            | Colombia              | 9     | 80               | "Ay vamos" (2015) (1 semana) "Ginza" (2015) (22 semanas) "Bobo" (2016) (1 semana) "Mi gente" (J Balvin con Willy William y Beyoncé) (2017) (12 semanas) "X" (Nicky Jam con J Balvin) (2018) (2 semanas) "China" (Anuel AA, Daddy Yankee y Karol G con Ozuna y J Balvin) (2019) (12 semanas) "La canción" (J Balvin y Bad Bunny) (2019) (1 semana) "Ritmo (Bad Boys for Life)" (Black Eyed Peas y J Balvin) (2020) (24 semanas) "Un día (One Day)" (J Balvin, Dua Lipa, Bad Bunny y Tainy) (2020) (5 semanas) | [ 13 ]       |
| 12   | Karol G             | Colombia              | 9     | 65               | "Dame tu cosita" (Pitbull, El Chombo, Karol G con Cutty Ranks) (2018) ( 2 semanas) "China" (Anuel AA, Daddy Yankee, Karol G y Ozuna con J Balvin) (2019) (16 semanas) "Tusa" (Karol G y Nicki Minaj) (2019) (9 semanas) "Mamiii" (Becky G y Karol G]]) (2022) (14 semanas) "Provenza" (2022) (1 semana) "TQG" (Karol G y Shakira (2023) (5 semanas) "Mi Ex Tenia Razón" (2023) (1 semana) "Qlona" (Karol G con Peso Pluma) (2023) (3 semanas) "Si antes te hubiera conocido" (2024) (14 semanas) |              |
| 13   | Alejandro Fernández | México                | 8     | 35               | "Si tú supieras" (1997) (6 semanas) "En el jardín" (Alejandro Fernández y Gloria Estefan (1997) (6 semanas) "No sé olvidar" (1998) (8 semanas) "Yo nací para amarte" (1998) (5 semanas) "Loco" (1999) (1 semana) "Tantita pena" (2001) (6 semanas) "Me dediqué a perderte" (2004) (2 semanas) "Se me va la voz" (2010) (1 semana) | [ 14 ]       |
| 14   | Juanes              | Colombia              | 8     | 53               | "Fotografía" (Juanes con Nelly Furtado) (2003) (5 semanas) "Nada valgo sin tu amor" (2004) (12 semanas) "Volverte a ver" (2005) (3 semanas) "La camisa negra" (2005) (8 semanas) "Me enamora" (2007) (20 semanas) "Gotas de agua dulce" (2008) (3 semanas) "Yerbatero" (2010) (1 semana) "La señal" (2012) (1 semana) | [ 15 ]       |
| 14   | Selena              | Estados Unidos        | 7     | 86               | "Buenos amigos" (Álvaro Torres y Selena) (1992) (6 semana) "Donde quiera que estés" (The Barrio Boyzz con Selena) (1994) (10 semanas) "Amor prohibido" (1994) (24 semanas) "Bidi bidi bom bom" (1994) (15 semanas) "No me queda más" (1994) (10 semanas) "Fotos y recuerdos" (1995) (9 semanas) "Tú sólo tú" (1995) (12 semanas) | [ 16 ]       |
| 15   | Juan Luis Guerra    | República Dominicana  | 7     | 29               | "El costo de la vida" (1993) (1 semana) "Mi PC" (1998) (2 semanas) "Palomita blanca" (1999) (2 semanas) "Bendita tu luz" (Maná con Juan Luis Guerra) (2007) (3 semanas) "La llave de mi corazón" (2007) (4 semanas) "Bachata en Fukuoka" (2010) (1 semana) "Cuando me enamoro" (Enrique Iglesias con Juan Luis Guerra) (2010) (17 semanas) | [ 17 ]       |

### Canciones con más semanas en el número uno
| Año     | Sencillo                       | Cantante                                                        | Semanas en el n.º 1 | Ref                  |
| ------- | ------------------------------ | --------------------------------------------------------------- | ------------------- | -------------------- |
| 2017-18 | "Despacito"                    | Luis Fonsi featuring Daddy Yankee y Justin Bieber               | 52                  | [ 18 ] [ 19 ] [ 20 ] |
| 2014-15 | "Bailando"                     | Enrique Iglesias featuring Descemer Bueno and Gente de Zona     | 41                  | [ 21 ]               |
| 2025    | "DtMF"                         | Bad Bunny                                                       | 31                  |                      |
| 2015    | "El Perdón"                    | Nicky Jam y Enrique Iglesias                                    | 30                  | [ 22 ]               |
| 2020-21 | "Dakiti"                       | Bad Bunny y Jhay Cortez                                         | 27                  | [ 23 ]               |
| 2021-22 | "Pepas"                        | Farruko                                                         | 26                  | [ 24 ]               |
| 2005    | "La Tortura"                   | Shakira featuring Alejandro Sanz                                | 25                  | [ 25 ]               |
| 1993    | "Con los años que me quedan"   | Gloria Estefan                                                  | 24                  | [ 26 ]               |
| 2015-16 | "Ginza"                        | J Balvin                                                        | 22                  | [ 27 ] [ 28 ]        |
| 2000    | "A puro dolor"                 | Son by Four                                                     | 20                  | [ 29 ]               |
| 2007    | "Me enamora"                   | Juanes                                                          | 20                  | [ 19 ]               |
| 2008    | "Te quiero"                    | Flex                                                            | 20                  | [ 19 ] [ 30 ]        |
| 2022    | "Me porto bonito"              | Bad Bunny y Chencho Corleone                                    | 20                  |                      |
| 2008-09 | "No me doy por vencido"        | Luis Fonsi                                                      | 19                  | [ 19 ]               |
| 2016    | "Hasta el amanecer"            | Nicky Jam                                                       | 18                  | [ 31 ]               |
| 2023    | "Ella Baila Sola"              | Eslabón Armado featuring Peso Pluma                             | 18                  |                      |
| 2010    | "Cuando me enamoro"            | Enrique Iglesias con Juan Luis Guerra                           | 17                  | [ 20 ] [ 32 ]        |
| 2013-14 | "Vivir mi vida"                | Marc Anthony                                                    | 17                  | [ 20 ]               |
| 1988    | "Qué te pasa"                  | Yuri                                                            | 16                  | [ 20 ]               |
| 2018-19 | "Mía"                          | Bad Bunny featuring Drake                                       | 16                  | [ 33 ]               |
| 2005    | "Rompe"                        | Daddy Yankee                                                    | 15                  | [ 20 ]               |
| 2010-11 | "Danza Kuduro"                 | Don Omar con Lucenzo                                            | 15                  | [ 20 ]               |
| 2013    | "Limbo"                        | Daddy Yankee                                                    | 15                  | [ 34 ]               |
| 1986-87 | "De mí enamórate"              | Daniela Romo                                                    | 14                  | [ 20 ]               |
| 1988    | "Ay amor"                      | Ana Gabriel                                                     | 14                  | [ 20 ]               |
| 2012-13 | "Algo me gusta de ti"          | Wisin & Yandel con Chris Brown & T-Pain                         | 14                  | [ 20 ]               |
| 2013-14 | "Darte un beso"                | Prince Royce                                                    | 14                  | [ 35 ]               |
| 2016    | "Duele el corazón"             | Enrique Iglesias featuring Wisin                                | 14                  | [ 36 ]               |
| 2018    | "Te boté"                      | Casper Magico, Nio Garcia, Darell, Nicky Jam, Ozuna y Bad Bunny | 14                  | [ 37 ]               |
| 2019    | "Con calma"                    | Daddy Yankee y Katy Perry featuring Snow                        | 14                  | [ 38 ]               |
| 2022-23 | "Tití me preguntó"             | Bad Bunny                                                       | 14                  |                      |
| 2024    | "La Diabla"                    | Xavi                                                            | 14                  |                      |
| 2024    | "Gata Only"                    | Floyymenor y Cris MJ                                            | 14                  |                      |
| 2024    | "Si antes te hubiera conocido" | Karol G                                                         | 14                  |                      |
| 1987    | "Lo mejor de tu vida"          | Julio Iglesias                                                  | 13                  | [ 20 ]               |
| 2002    | "Quítame ese hombre"           | Pilar Montenegro                                                | 13                  | [ 20 ]               |
| 2014    | "Odio"                         | Romeo Santos con Drake                                          | 13                  | [ 20 ]               |
| 2018-19 | "Taki Taki"                    | DJ Snake featuring Ozuna, Cardi B y Selena Gomez                | 13                  | [ 39 ]               |
| 1997    | "Enamorado por primera vez"    | Enrique Iglesias                                                | 12                  | [ 20 ] [ 32 ]        |
| 2004-05 | "Nada valgo sin tu amor"       | Juanes                                                          | 12                  | [ 20 ]               |
| 2017-18 | "Mi gente"                     | J Balvin y Willy William featuring Beyoncé                      | 12                  | [ 40 ]               |
| 2019    | "China"                        | Anuel AA, Daddy Yankee y Karol G featuring Ozuna y J Balvin     | 12                  | [ 41 ]               |
| 1996    | "Amor"                         | Cristian Castro                                                 | 11                  | [ 20 ] [ 32 ]        |
| 2003    | "Tal vez"                      | Ricky Martin                                                    | 11                  | [ 20 ]               |
| 2007    | "Mi Tierra"                    | Gloria Estefan                                                  | 11                  | [ 20 ]               |
| 2016-17 | "Chantaje"                     | Shakira featuring Maluma                                        | 11                  | [ 42 ]               |
| 2024-25 | "Tu boda"                      | Óscar Maydon y Fuerza Regida                                    | 11                  |                      |
| 1988-89 | "Como tu mujer"                | Rocío Dúrcal                                                    | 10                  | [ 43 ]               |
| 1989    | "Como tú"                      | José José                                                       | 10                  | [ 34 ]               |
| 1990-91 | "Es demasiado tarde"           | Ana Gabriel                                                     | 10                  | [ 44 ]               |
| 1991    | "Todo, todo, todo"             | Daniela Romo                                                    | 10                  | [ 44 ]               |
| 1991    | "Cosas del amor"               | Vikki Carr y Ana Gabriel                                        | 10                  | [ 44 ]               |
| 1992    | "Evidencias"                   | Ana Gabriel                                                     | 10                  | [ 44 ]               |
| 1995    | "Tu solo tu"                   | Selena                                                          | 10                  | [ 45 ]               |
| 1996    | "Qué pena me das"              | Marco Antonio Solís                                             | 10                  | [ 32 ]               |
| 1997    | "Sólo en ti"                   | Enrique Iglesias                                                | 10                  | [ 32 ]               |
| 2011-12 | "Promise"                      | Romeo Santos con Usher                                          | 10                  | [ 46 ]               |
| 2012    | "Ai Se Eu Te Pego"             | Michel Teló                                                     | 10                  | [ 47 ]               |
| 2022    | "Mamiii"                       | Becky G y Karol G                                               | 10                  |                      |
| 2023    | "Monaco"                       | Bad Bunny                                                       | 10                  |                      |

### Canciones que debutaron en el número uno
| Sencillo                    | Artista                                | Fecha                    | Ref           |
| --------------------------- | -------------------------------------- | ------------------------ | ------------- |
| "La guirnalda"              | Rocío Dúrcal                           | 6 de septiembre de 1986  | [ 48 ]        |
| "El palo"                   | Juan Gabriel                           | 15 de julio de 1995      | [ 49 ]        |
| "Enamorado por primera vez" | Enrique Iglesias                       | 1 de febrero de 1997     | [ 50 ]        |
| "Sólo en ti"                | Enrique Iglesias                       | 3 de mayo de 1997        | [ 51 ]        |
| "La venia bendita"          | Marco Antonio Solís                    | 11 de octubre de 1997    | [ 52 ]        |
| "Por qué te conocí"         | Los Temerarios                         | 7 de febrero de 1998     | [ 53 ]        |
| "Tal vez"                   | Ricky Martin                           | 12 de abril de 2003      | [ 54 ] [ 55 ] |
| "Labios compartidos"        | Maná                                   | 5 de agosto de 2006      | [ 56 ]        |
| "Me enamora"                | Juanes                                 | 29 de septiembre de 2007 | [ 57 ]        |
| "Lluvia al corazón"         | Maná                                   | 21 de marzo de 2011      | [ 58 ]        |
| "You"                       | Romeo Santos                           | 28 de mayo de 2011       | [ 59 ]        |
| "Hotel Nacional"            | Gloria Estefan                         | 14 de enero de 2012      | [ 60 ]        |
| "Volví a nacer"             | Carlos Vives                           | 4 de octubre de 2012     | [ 61 ]        |
| "Mi verdad"                 | Maná y Shakira                         | 19 de febrero de 2015    | [ 62 ]        |
| "Bebé"                      | 6ix9ine y Anuel AA                     | 28 de febrero de 2018    | [ 63 ]        |
| "Chantaje"                  | Shakira y Maluma                       | 19 de noviembre de 2016  |               |
| "Taki Taki"                 | DJ Snake, Selena Gomez, Ozuna, Cardi B | 13 de octubre de 2018    |               |
| "Tusa"                      | Karol G, Nicki Minaj                   | 23 de noviembre de 2019  | [ 64 ]        |
| "Si veo a tu mamá"          | Bad Bunny                              | 13 de marzo de 2020      | [ 65 ]        |
| "Un día (One Day)"          | J Balvin, Bad Bunny, Dua Lipa y Tainy  | 8 de agosto de 2020      | [ 66 ]        |
| "Dakiti"                    | Bad Bunny y Jhay Cortez                | 14 de noviembre de 2020  | [ 67 ]        |
| "Yonaguni"                  | Bad Bunny                              | 19 de junio de 2021      |               |
| "Mamiii"                    | Becky G, Karol G                       | 26 de febrero de 2022    |               |
| "TQG”                       | Karol G, Shakira                       | 6 de marzo de 2023       |               |
| "Mi Ex Tenía Razón”         | Karol G                                | 22 de agosto de 2023     |               |

### Artistas que han alcanzado el número uno
En esta lista se encuentran los artistas que han alcanzado el tope de la posición, desde 1986 hasta 2018. En esta se cuentan todo tipo de artistas (Principales, Colaboradores, Covers y Remixes).
| Artista             | País de origen                      | Números Uno | Año en el que logró su primer Número Uno | Año en el que logró su último Número Uno | Ref    |
| ------------------- | ----------------------------------- | ----------- | ---------------------------------------- | ---------------------------------------- | ------ |
| Enrique Iglesias    | España                              | 27          | 1995                                     | 2016                                     | [ 68 ] |
| Luis Miguel         | México                              | 16          | 1987                                     | 2002                                     | [ 69 ] |
| Gloria Estefan      | Cuba Estados Unidos                 | 15          | 1988                                     | 2012                                     | [ 70 ] |
| Bad Bunny           | Puerto Rico                         | 15          | 2018                                     | 2025                                     | [ 71 ] |
| Shakira             | Colombia                            | 13          | 1998                                     | 2023                                     | [ 72 ] |
| Ricky Martin        | Puerto Rico                         | 11          | 1998                                     | 2011                                     | [ 73 ] |
| Marco Antonio Solis | México                              | 11          | 1995                                     | 2014                                     | [ 74 ] |
| Wisin & Yandel      | Puerto Rico                         | 10          | 2006                                     | 2012                                     | [ 75 ] |
| Maná                | México                              | 10          | 2003                                     | 2015                                     | [ 76 ] |
| Chayanne            | Puerto Rico                         | 9           | 1989                                     | 2007                                     | [ 77 ] |
| J Balvin            | Colombia                            | 9           | 2015                                     | 2019                                     | [ 78 ] |
| Karol G             | Colombia                            | 9           | 2018                                     | 2023                                     | [ 79 ] |
| Alejandro Fernandez | México                              | 8           | 1997                                     | 2010                                     | [ 80 ] |
| Juanes              | Colombia                            | 8           | 2003                                     | 2015                                     | [ 81 ] |
| Selena              | Estados Unidos México               | 7           | 1992                                     | 1995                                     | [ 82 ] |
| Juan Gabriel        | México                              | 7           | 1986                                     | 2001                                     | [ 83 ] |
| Juan Luis Guerra    | República Dominicana                | 7           | 1993                                     | 2010                                     | [ 84 ] |
| Romeo Santos        | Estados Unidos República Dominicana | 7           | 2011                                     | 2014                                     | [ 85 ] |
| Luis Fonsi          | Puerto Rico                         | 7           | 2000                                     | 2017                                     | [ 86 ] |
| Daddy Yankee        | Puerto Rico                         | 7           | 2005                                     | 2019                                     | [ 87 ] |
| Ana Gabriel         | México                              | 6           | 1988                                     | 1994                                     | [ 88 ] |
| Cristian Castro     | México                              | 6           | 1993                                     | 2005                                     | [ 89 ] |
| Marc Anthony        | Estados Unidos Puerto Rico          | 6           | 1997                                     | 2013                                     | [ 90 ] |